# Плезанс (Аверон)
Плеза́нс (фр. Plaisance, окс. Plasença) — коммуна во Франции, находится в регионе Окситания. Департамент — Аверон. Входит в состав кантона Сен-Сернен-сюр-Ранс. Округ коммуны — Мийо.
Код INSEE коммуны — 12183.
Коммуна расположена приблизительно в 550 км к югу от Парижа, в 100 км восточнее Тулузы, в 50 км к югу от Родеза.

## Население
Население коммуны на 2008 год составляло 224 человека.
| 1962 | 1968 | 1975 | 1982 | 1990 | 1999 | 2008 |
| ---- | ---- | ---- | ---- | ---- | ---- | ---- |
| 233  | 318  | 280  | 282  | 228  | 228  | 224  |

## Экономика

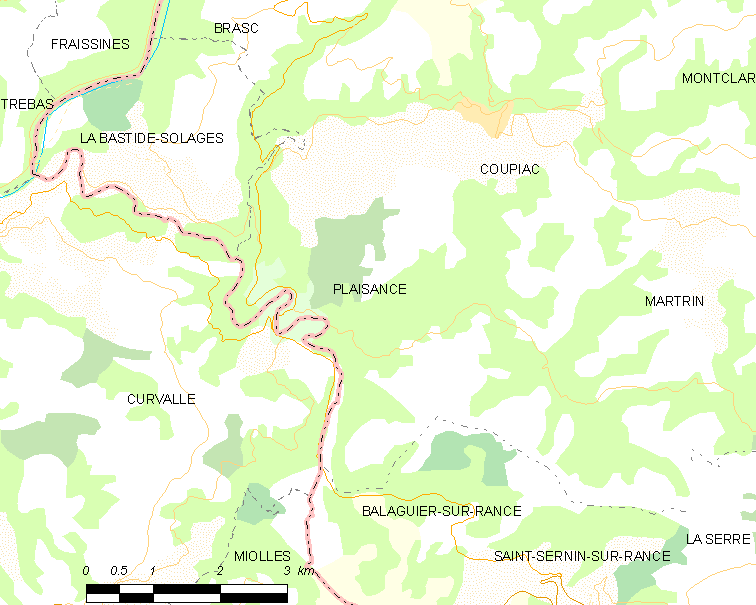
Карта коммуны

В 2007 году среди 149 человек в трудоспособном возрасте (15—64 лет) 97 были экономически активными, 52 — неактивными (показатель активности — 65,1 %, в 1999 году было 76,6 %). Из 97 активных работали 91 человек (47 мужчин и 44 женщины), безработных было 6 (4 мужчины и 2 женщины). Среди 52 неактивных 18 человек были учениками или студентами, 19 — пенсионерами, 15 были неактивными по другим причинам.

## Достопримечательности
- Церковь Сен-Мартен в романском стиле (XII век). Памятник истории с 1929 года[3]
- Каменный крест (XIV век). Памятник истории с 1929 года[4]